# Boarmia thermea
Boarmia thermea là một loài bướm đêm trong họ Geometridae.